# Dąbrówka (Pasmo Masłowskie)
Dąbrówka – szczyt w Paśmie Masłowskim, w Górach Świętokrzyskich, stanowiący północną odnogę wschodniej części grzbietu Klonówki. Góra pokryta jest w całości lasem liściastym. Jej wschodnie zbocza stromo opadają ku przełomowi Lubrzanki. Nazywany też błędnie Ameliówka, od kolonii położonej na zboczu.
Przez górę przechodzi  Główny Szlak Świętokrzyski im. Edmunda Massalskiego z Gołoszyc do Kuźniaków.